# International Business Information Technology
International Management for Business and Information Technology (IMBIT) ist ein Studiengang an der Dualen Hochschule Baden-Württemberg an den Standorten Mannheim (ehemals Berufsakademie Mannheim) und Stuttgart.
Er stellt eine Ausbildung im Bereich der Wirtschaftsinformatik und betrieblicher Informationssysteme dar. 

Studieninhalte

Im Studium werden Fächer aus den Bereichen Wirtschaftswissenschaften, Informatik und Management vermittelt, wobei die meisten Veranstaltungen in englischer Sprache stattfinden sollen. Ergänzt wird dies unter anderem durch betriebswirtschaftliche Studieninhalte, Unternehmensplanspiele, Einführung in Arbeitstechniken, Internationalen Seminaren und Summer Schools an ausländischen Partnerhochschulen, sowie Sprachkursen.
Der Studiengang IMBIT ist eng mit dem Studiengang International Business (vormals International Business Administration) verwandt. Mit diesem Fachbereich führt er seit dem Jahr 2000 das International Seminar durch. 
Der Studiengang kann als Bachelor of Science (B.Sc.) abgeschlossen werden. Früher war auch der Abschluss als Diplom-Wirtschaftsinformatiker (BA), Fachrichtung International Business Information Technology möglich.